# Alexander Paulovič
Alexander Paulovič, též Alexander Pavlovič (7. března 1911 Horné Jaseno – 2. července 1986 Martin), byl slovenský a československý politik Komunistické strany Slovenska, poúnorový poslanec Národního shromáždění ČSR a Národního shromáždění ČSSR a poslanec Sněmovny lidu Federálního shromáždění na počátku normalizace.

## Biografie
Vyučil se číšníkem. V letech 1950–1951 studoval na Ústřední stranické škole Ústředního výboru KSS v Bratislavě a v letech 1955–1956 na Vysoké škole politické. Od roku 1946 do roku 1947 byl tajemníkem místní organizace KSS. V letech 1950–1952 byl předsedou MNV v Martině. V letech 1952–1958 předsedou Krajského národního výboru v Žilině. V letech 1946–1967 se uvádí jako účastník zasedání Ústředního výboru Komunistické strany Slovenska. Podle jiného zdroje byl členem ÚV KSS v období let 1958–1964.
Po volbách roku 1948 byl zvolen do Národního shromáždění za KSČ ve volebním kraji Žilina. Mandát nabyl až dodatečně v říjnu 1951 jako náhradník poté, co rezignoval poslanec Vladimír Clementis. V parlamentu zasedal až do konce funkčního období, tedy do voleb v roce 1954. Po nich byl zvolen do Národního shromáždění za KSS ve volebním obvodu Martin-venkov. Mandát nabyl až dodatečně v červenci 1957 jako náhradník poté, co rezignoval poslanec Emanuel Romančík. V parlamentu zasedal do konce funkčního období, tedy do voleb v roce 1960. Ve volbách roku 1960 byl zvolen do Slovenské národní rady.
Do nejvyššího celostátního zákonodárného sboru se opětovně dostal ve volbách v roce 1964 (nyní již jako poslanec Národního shromáždění ČSSR za Středoslovenský kraj). V Národním shromáždění zasedal až do konce jeho funkčního období, tedy roku 1968.
Po federalizaci Československa usedl do Sněmovny lidu Federálního shromáždění (obvod Martin). V parlamentu setrval až do konce volebního období, tedy do voleb roku 1971